# Gestratz
Gestratz est une commune de Bavière (Allemagne), située dans l'arrondissement de Lindau, dans le district de Souabe. Elle est jumelée avec la commune de Nieul-le-dolent située dans le département de la Vendée.
Située dans la région de l'Allgäu, entre Lindau et Kempten, Gestratz compte environ 1220 habitants, sa superficie est de 15,32 km², et l'altitude de 629 m. Le maire est Johannes Buhmann. Gestratz est situé dans l'imposant paysage des préalpes entre collines, forêts et rivières. L'économie locale est essentiellement agricole et touristique. Depuis 1965, Gestratz entretient des échanges avec la commune de Nieul-le-Dolent (Vendée). En 1976, le jumelage est signé par les maires des deux communes, Henri Roca et Josef Kimpfler.